# Baugruppe
Eine Baugruppe (lt. DIN 199 kurz Gruppe genannt) ist ein in sich geschlossener, aus zwei oder mehr Teilen oder Baugruppen niederer Ordnung bestehender Gegenstand, der in der Regel wieder zerlegbar ist. Ein Einzelteil dagegen ist ein technisch beschriebener und gefertigter Gegenstand, der nicht zerstörungsfrei zerlegt werden kann (s. DIN 199Technische Produktdokumentation).
Eine Baugruppe kann aus Unterbaugruppen und Bauteilen bestehen und durch Montageprozesse erstellt werden. In der betrieblichen Praxis wird eine Baugruppe häufig auch als Zusammenbau bezeichnet; zudem werden in bestimmten Fertigungsbereichen anstelle des Begriffs Baugruppe noch andere Namen verwendet wie Montagegruppe, Schweißgruppe oder auch Kabelbaum. Der konstruktive Zusammenhang zwischen Teilen und Baugruppen wird in einer Zeichnung und der fertigungstechnische Zusammenhang wird in einer Stückliste dargestellt.
In Stücklisten werden Baugruppen häufig aus Baukastenstückliste abgebildet, die nicht nur für die Konstruktion, sondern auch für die Produktion, die Beschaffung, die Logistik und den Ersatzteildienst benötigt werden. Die Konstruktion beschreibt Baugruppen vor allem nach Funktionen und Geometrie mit der Angabe der physikalischen, elektrischen und ggf. weiterer relevanter Eigenschaften. Die Anzahl und Beschreibung von Baugruppen können aufgrund der unterschiedlichen Aufgaben in den einzelnen Unternehmensbereichen – wie bspw. die Kalkulation, der Ersatzteilorganisation, der Produktion und Beschaffung (s. Materialbedarfsermittlung) durchaus voneinander abweichen.
Werden in einem mehrstufigen Fertigungsprozess zuerst aus den Rohmaterialien die Baugruppen und aus diesen dann in einem weiteren Arbeitsschritt das Endprodukt produziert, spricht man von Vormontage bzw. Endmontage.

## Baugruppen (Anlagen- und Maschinenbau)
Eine Baugruppe ist eine Komponente einer Anlage oder eines Systems, ohne die das gesamte System gar nicht oder nur eingeschränkt funktioniert.
Im Anlagen- und Maschinenbau wird eine Baugruppe als Teilstück der Gesamtanlage gesehen. Baugruppen als solche können einzelne Zylinder oder komplexe mechanische und elektrische Anbauten sein.
Baugruppen im Anlagen und Maschinenbau weisen folgende Vorteile auf:
- Die Anlage bleibt übersichtlich, da man sich in der Konstruktion und Planung auf eine einzige Baugruppe konzentrieren kann
- In Fehlerfällen reicht der Austausch einer Baugruppe. Es ist selten ein Eingriff in die Gesamtanlage notwendig
- Baugruppen mit kleinen Einzelfunktionen sind leichter zu realisieren als eine große Gesamtanlage

## Baugruppen (Druckgeräterichtlinie)
Eine Baugruppe (engl. assembly) im Sinne der Druckgeräterichtlinie 97/23/EG besteht aus mehreren Druckgeräten, die von einem Hersteller zu einer zusammenhängenden funktionalen Einheit verbunden werden [Definition Art. 1 (2.1.5)].
Die Baugruppe muss zwingend die notwendigen Ausrüstungsteile mit Sicherheitsfunktion (z. B. ein Sicherheitsventil) enthalten, und sie muss durch einen verantwortlichen Hersteller in Verkehr gebracht werden. Der Umfang einer Baugruppe ist von der Größe her nicht begrenzt und kann z. B. ein gesamtes Kraftwerk umfassen.

## Elektronische Baugruppe
Eine elektronische Baugruppe ist eine konstruktive und in der Regel auch funktionelle Einheit aus integrierten und/oder diskreten und passiven Bauelementen, die durch ein Leitungsnetz auf einem Verdrahtungsträger elektrisch und mechanisch verbunden sind. Innerhalb eines elektronischen Gerätes bildet die Baugruppe die nach den elektronischen Bauelementen nächsthöhere Hierarchieebene.
Die Entwicklung von elektronischen Baugruppen ist gekennzeichnet durch Marktforderungen nach verringertem Gewicht und Volumen, höherer Systemleistung bei kürzerer Signallaufzeit sowie hoher Zuverlässigkeit bei minimalen Kosten. Weiterhin sind thermische, mechanische und elektromagnetische Anforderungen sowie die nach Recycling- bzw. Umweltgerechtheit zu beachten.
Eine elektronische Flachbaugruppe ist eine Baugruppe bestehend aus elektronischen Bauelementen, verbunden durch ein starres organisches Substrat.